# Swallow the Sun
Swallow the Sun est un groupe de doom metal finlandais, originaire de Jyväskylä. Il est formé au printemps 2000 par Juha Raivio, qui en est le guitariste.

## Biographie

### Débuts (2000–2005)
Peu après la création du groupe au printemps 2000 par Juha Raivio, Pasi Pasanen, qui joue déjà dans le groupe Plutonium Orange avec lui, le rejoint. Quelques chansons de cette démo viennent justement de ce groupe, une d'entre elles étant Through Her Silvery Body de leur premier album démo Out of this Gloomy Light. En 2001, Markus Jämsen, que Raivio et Pasanen connaissaient déjà de leurs précédents groupes, les rejoint comme second guitariste et Mikko Kotamäki du groupe Funeris Nocturnum comme chanteur. Quelques chansons sont composées et ils commencèrent à se mettre en quête d'un bassiste et d'un claviériste. Leur recherche n'est que de courte durée : Aleksi Munter et Matti Honkonen, également membre du groupe Funeris Nocturnum, rejoignent le groupe au terme d'une répétition. Au printemps 2002, ils commencent à arranger quelques chansons pour leur démo sortie en janvier 2003. Les enregistrements se passaient au Sam's Workshop avec Sami Kokko, qui a également mixé cette démo.
Un contrat est signé avec le label Firebox Records quelques mois après avoir enregistré leur première démo, et Swallow the Sun entre en studio vers juillet 2003. Durant les trois semaines suivantes, ils enregistrent leur premier album, The Morning Never Came. C'est l'album qui leur ouvre la voie vers le succès toujours grandissant qu'ils connaissent actuellement. Malgré de nombreux concerts, ils continuent à composer en route. En janvier 2005, le groupe annonce son entrée aux studios Sam's Workshop de Lutakko le 24 janvier avec le producteur Sami Kokko pour l'enregistrement de leur deuxième album. En février 2005, Swallow the Sun sort son deuxième album Ghosts of Loss. Leur single Forgive Her... est 4e dans le classement finlandais des Top 20 Singles durant la première semaine de sa sortie, et reste dans les classements pendant six semaines.

### Hope(2006–2010)

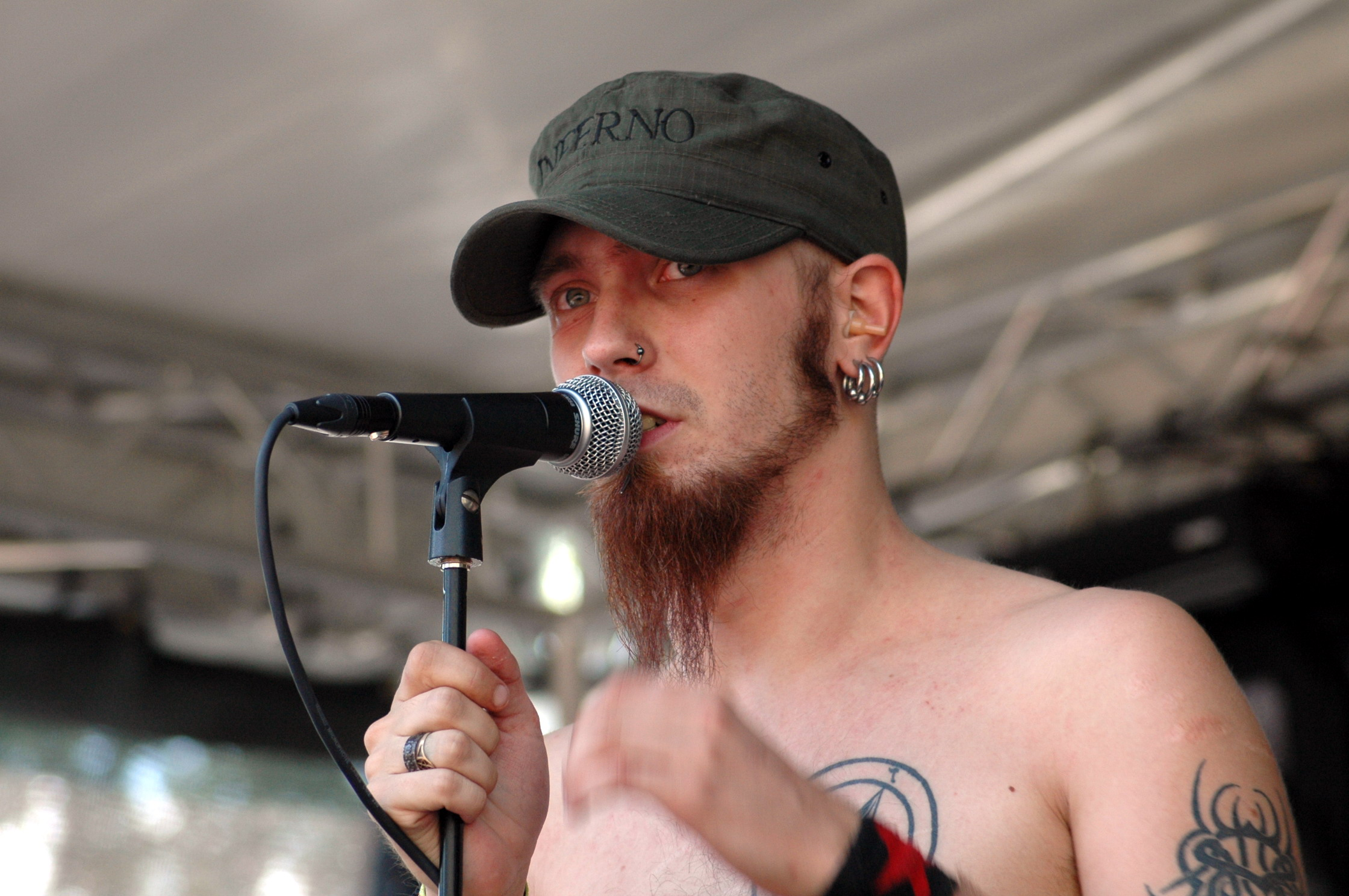
Mikko Kotamäki.

En 2006, après une tournée européenne, ils s'installent sur une île au large d'Helsinki dans le but d'enregistrer Hope. Le fait de s'y trouver a « profondément changé l'orientation de l'album (en plus de faire un excellent lieu d'accueil pour les invités) », selon Juha Raivio. De plus, ils se voient accorder le privilège de voir en apparition sur Hope Jonas Renkse (Chanteur de Katatonia), dans la chanson The Justice of Suffering, ainsi que Tomi Joutsen (chanteur d'Amorphis), dans la chanson These Two Lands, reprise de Alavilla Mailla du groupe finlandais Timo Rautiainen and Trio Niskalaukaus (exclusivement disponible dans l'édition digipack). En mai 2006, ils signent avec Spinefarm Records, pour la sortie de leur album le 7 février 2007.
Le 17 septembre 2008, leur EP trois titres, Plague of Butterflies sort, mais édité et accompagné de la démo Out of this Gloomy Light. L'EP, déjà long (34 minutes) se voit ainsi rallongé d'environ 24 minutes.

### Nouveaux albums (depuis 2012)
Emerald Forest and the Blackbird, le cinquième album du groupe, est publié le 1er février 2012 au label Spinefarm Records. En 2013, Swallow the Sun joue son premier album, The Morning Never Came, en tournée, dans son intégralité. Ils annoncent également que cette tournée sera diffusée pour la première fois en direct en streaming. À la fin de 2014, le batteur Kai Hahto annonce son départ et son remplacement par Juuso Raatikainen.
En août 2015, le groupe annonce la sortie du triple album Why Songs from the North. Le mois suivant, en septembre, ils révèlent la liste des titres et la couverture de l'album, ainsi que sa date de sortie pour le 13 novembre 2015 au label Century Media Records. En janvier 2016, ils sont confirmés pour le festival Doom Over London. Le 13 décembre 2016, le claviériste du groupe, Aleksi Munter, quitte le groupe à la suite d'un burn-out dont il a du mal à se remettre et l'envie de passer à d'autres projets.

## Membres

### Membres actuels
- Juha Raivio - guitare (depuis 2000)
- Markus Jämsen - guitare (depuis 2001)
- Mikko Kotamäki - chant (depuis 2001)
- Matti Honkonen  - guitare basse (depuis 2001)
- Juuso Raatikainen - batterie (depuis 2014)

### Anciens membres
- Aleksi Munter - claviers (2001-2016)
- Pasi Pasanen - batterie (2000–2009)
- Kai Hahto - batterie (2009–2014)

## Discographie

### Singles
- 2005 : Forgive Her...
- 2007 : Don't Fall Asleep (Horror Pt. 2)

### Démos
- 2003 : Out of this Gloomy Light

### EP
- 2008 : Plague of Butterflies